# Swedish Open 1997 - Qualificazioni doppio
Le qualificazioni del doppio  dello  Swedish Open 1997 sono state un torneo di tennis preliminare per accedere alla fase finale della manifestazione. I vincitori dell'ultimo turno sono entrati di diritto nel tabellone principale. In caso di ritiro di uno o più giocatori aventi diritto a questi sono subentrati i lucky loser, ossia i giocatori che hanno perso nell'ultimo turno ma che avevano una classifica più alta rispetto agli altri partecipanti che avevano comunque perso nel turno finale.
Le qualificazioni del doppio del torneo Swedish Open 1997 prevedevano 4 coppie partecipanti di cui una è entrata nel tabellone principale.

## Teste di serie
1. Tomas Nydahl /  Andrei Pavel (Qualificati)

1. Fabio Maggi /  Juan Antonio Marín (ultimo turno)

## Qualificati
1. Tomas Nydahl  /   Andrei Pavel

## Tabellone

### Legenda
| - Q = Qualificato - WC = Wild card - LL = Lucky loser | - ALT = Alternate - SE = Special Exempt - PR = Protected Ranking | - w/o = Walkover - r = Ritirato - d = Squalificato |

|  | Primo turno | Primo turno                           | Primo turno                           | Primo turno | Primo turno |  |  | Ultimo turno | Ultimo turno                   | Ultimo turno                   | Ultimo turno | Ultimo turno |  |
|  |             |                                       |                                       |             |             |  |  |              |                                |                                |              |              |  |
|  | 1           | Tomas Nydahl Andrei Pavel             | Tomas Nydahl Andrei Pavel             | 7           | 7           |  |  |              |                                |                                |              |              |  |
|  |             | Henrik Holm Nils Holm                 | Henrik Holm Nils Holm                 | 5           | 5           |  |  | 1            | Tomas Nydahl Andrei Pavel      | Tomas Nydahl Andrei Pavel      | 6            | 6            |  |
|  | 2           | Fabio Maggi Juan Antonio Marín        | Fabio Maggi Juan Antonio Marín        | 7           | 6           |  |  | 2            | Fabio Maggi Juan Antonio Marín | Fabio Maggi Juan Antonio Marín | 1            | 4            |  |
|  |             | Ola Kristiansson Lars-Anders Wahlgren | Ola Kristiansson Lars-Anders Wahlgren | 6           | 2           |  |  |              |                                |                                |              |              |  |